# Recherche scientifique
« Recherche publique » redirige ici.  Pour le cas particulier de la France, voir Recherche publique (France).
Pour les articles homonymes, voir Recherche.

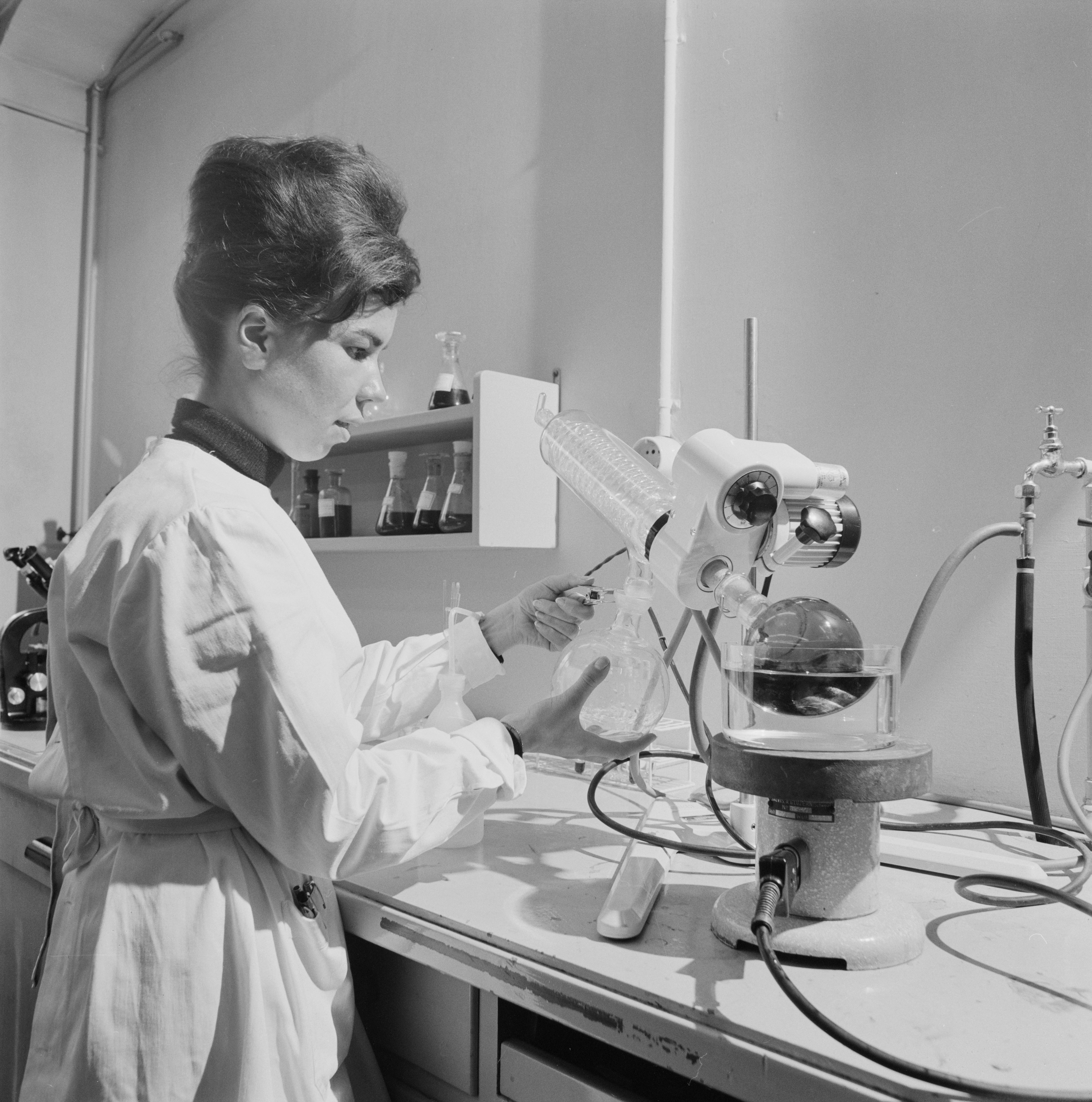
Une laborantine du Laboratoire fédéral d'essai des matériaux et de recherche (EMPA) à Saint-Gall, en 1964.

La recherche scientifique est, en premier lieu, l’ensemble des actions entreprises en vue de produire et de développer les connaissances scientifiques. Par extension métonymique, on utilise également ce terme dans le cadre social, économique, institutionnel et juridique de ces actions.
Selon les objectifs fixés aux recherches entreprises, on distingue :
- la recherche fondamentale, qui vise à produire de nouvelles connaissances indépendamment des perspectives d'application ;
- la recherche appliquée, qui vise un objectif pratique et implique des activités de développement expérimental.

La recherche académique est la recherche entreprise dans les universités, mais aussi dans les organismes et instituts de recherche, publics ou privés mais ne faisant pas partie du secteur concurrentiel, par opposition aux activités de recherche et développement. On fait également la distinction entre la recherche publique et la recherche privée selon son mode de financement.

## Histoire

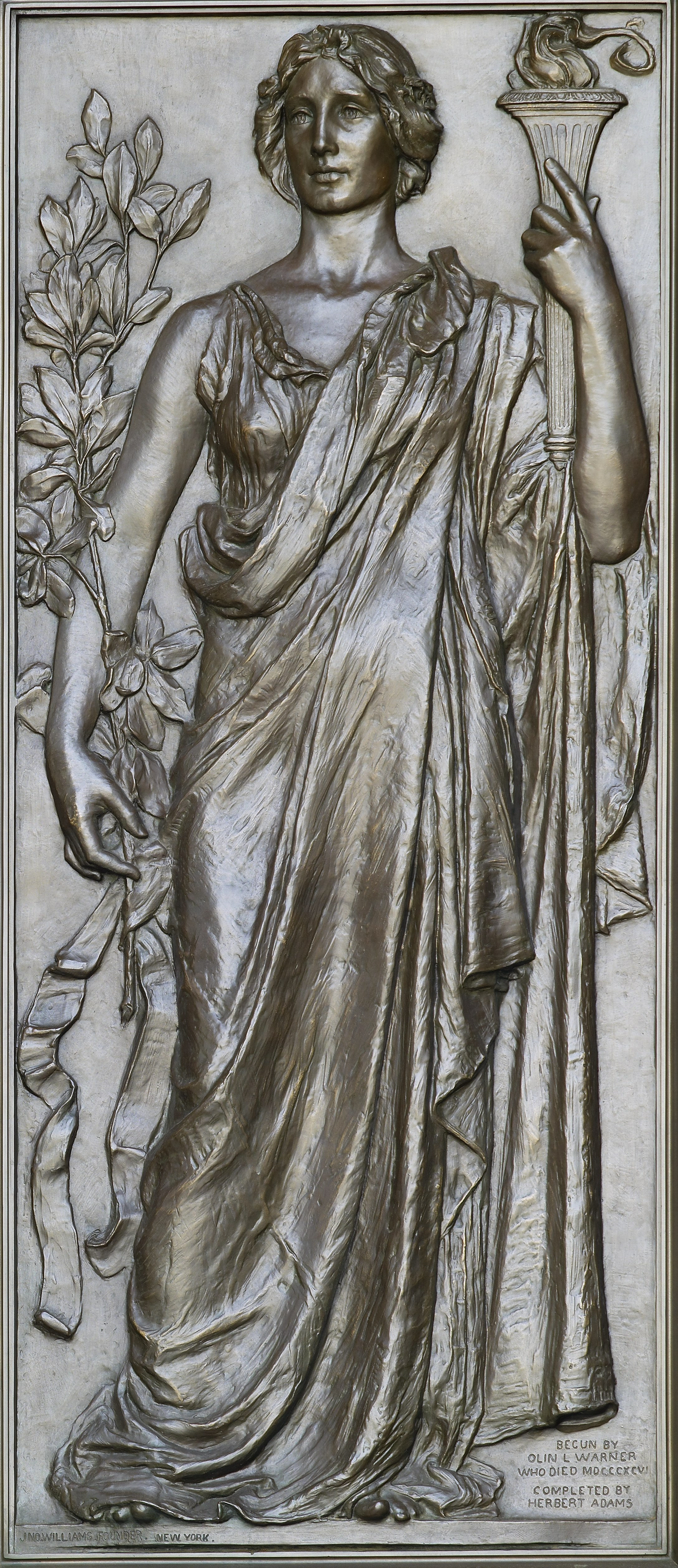
Allégorie de la Recherche, bronze par Olin Warner, 1896, Thomas Jefferson Building.

### Premières formes d'organisation de la science
1. S'il existe depuis la haute Antiquité des formes de réflexion spéculatives sur le monde, ainsi que quelques tentatives de son exploration raisonnée, ces démarches scientifiques ou protoscientifiques relèvent jusqu'au XVIe siècle d'initiatives isolées, et sont le plus souvent le fait d'individus savants et passionnés. La recherche scientifique n'existe pas encore en tant qu'encadrement institutionnel des pratiques scientifiques.

On peut cependant relever l'existence de quelques embryons d'une telle organisation, avec les lycées antiques, les écoles philosophiques, les universités médiévales, les monastères, ou le système du mécénat.

### Collège de France
C'est à Paris, au cœur de la vie universitaire européenne, que sont prises les premières tentatives d'encouragement des sciences de l'époque moderne, à travers les tentatives d'émancipation des arts libéraux. Ainsi, Guillaume Budé profite-t-il de sa position auprès du roi François Ier pour suggérer la création du collège royal, futur collège de France. Une institution qui a pour but d'encourager et de protéger financièrement ceux qui se dédient à l'étude de l'éloquence, et plus généralement à l'avancement des arts libéraux.

### Programme baconien
C’est au XVIe siècle, en particulier avec Francis Bacon (1561-1626), qu’est précisée l’idée que la science peut et doit s'organiser en vue d'une maîtrise de la nature et du développement des nations. En affirmant ainsi l’intérêt économique et politique du progrès scientifique, et la nécessité pour les gouvernants de ne pas mésestimer la valeur de leurs savants, Bacon pose les bases d'une recherche scientifique institutionnalisée, encadrée par une politique scientifique participant à l’organisation des travaux des savants pour mieux servir le progrès économique et militaire de la nation. Dans son utopie de la Nouvelle Atlantide, Bacon imagine en particulier une « Maison de Salomon », institution préfigurant nos modernes établissements scientifiques, où sont rassemblés tous les moyens d'une exploration scientifique du monde. Cette Maison de Salomon inspirera la création de la Royal Society, en 1660.
Mais si Bacon peut symboliser un moment important de l'institutionnalisation de la recherche, il n'en est pas pour autant l'unique fondateur. Ses textes traduisent une idée qui se cristallise à son époque, et qui commence à se manifester au travers de l'Europe.

### Ère des Académies
C'est au cours des XVIIe et XVIIIe siècles que se développent les Académies, qui sont la première véritable manifestation de l'institutionnalisation de la recherche, jusque-là organisée au gré des mécènes.

### Professionnalisation de la recherche
Il faut cependant attendre le XIXe siècle pour que la recherche se professionnalise réellement, avec l'apparition des premiers chercheurs.

### États modernes et recherche scientifique
La Seconde Guerre mondiale a été le déclencheur de la conception de nombre des systèmes d'intégration de la recherche dans la stratégie de développement économique et de défense des États modernes. Vannevar Bush, aux États-Unis, est considéré comme un pionnier de cette organisation, qui a fait pression sur le monde politique pour la création de différentes instances, dont la National Science Foundation.

## Aperçu

### Recherche plurielle
La recherche scientifique recouvre des réalités très hétérogènes.
Le manuel de Frascati, pour satisfaire des besoins statistiques, définit plusieurs types de recherche :
- la recherche fondamentale, entreprise principalement (mais pas toujours exclusivement) en vue de produire de nouvelles connaissances indépendamment des perspectives d'application ;
- la recherche appliquée, qui est dirigée vers un but ou un objectif pratique ;
- les activités de développement (parfois confondues avec la recherche technologique), qui consistent en l'application de ces connaissances pour la fabrication de nouveaux matériaux, produits ou dispositifs.

Il faut également bien sûr prendre soin de distinguer les différents secteurs disciplinaires : la recherche en philosophie est évidemment très différente de celle en biologie moléculaire ou en archéologie.
On peut également distinguer, à la suite des travaux de Terry Shinn, différents régimes de recherche : régime utilitaire, académique et technico-instrumental.

### Systèmes de normes et de règles
Selon les différentes formes de recherche rencontrées, différentes sortes de normes et de règles encadrent les pratiques scientifiques.
Ces normes et ces règles ne sont pas toujours d'ordre juridique. La sociologie des sciences rapporte ainsi l'existence de normes propres au champ scientifique.
Les différentes formes de recherche se distinguent également par les différentes normes « techniques » qui y guident l'activité intellectuelle. C'est l'objet des épistémologies régionales d'analyser et comprendre ces impératifs épistémiques locaux. De même, la « méthode scientifique » n'est pas la même selon les différents régimes de recherche.

### Différentes dimensions de la recherche
Les différentes formes de recherche se distinguent par le système normatif qui les encadre, mais aussi de manière plus concrète par les lieux, les métiers, les modes de financement et d'évaluation, etc.

## Lieux
La recherche scientifique est généralement inscrite dans des lieux particuliers, qui offrent aux chercheurs les moyens d'exercer leur activité. Ces lieux peuvent être des laboratoires, mais ce n'est pas systématiquement le cas.

### Laboratoire

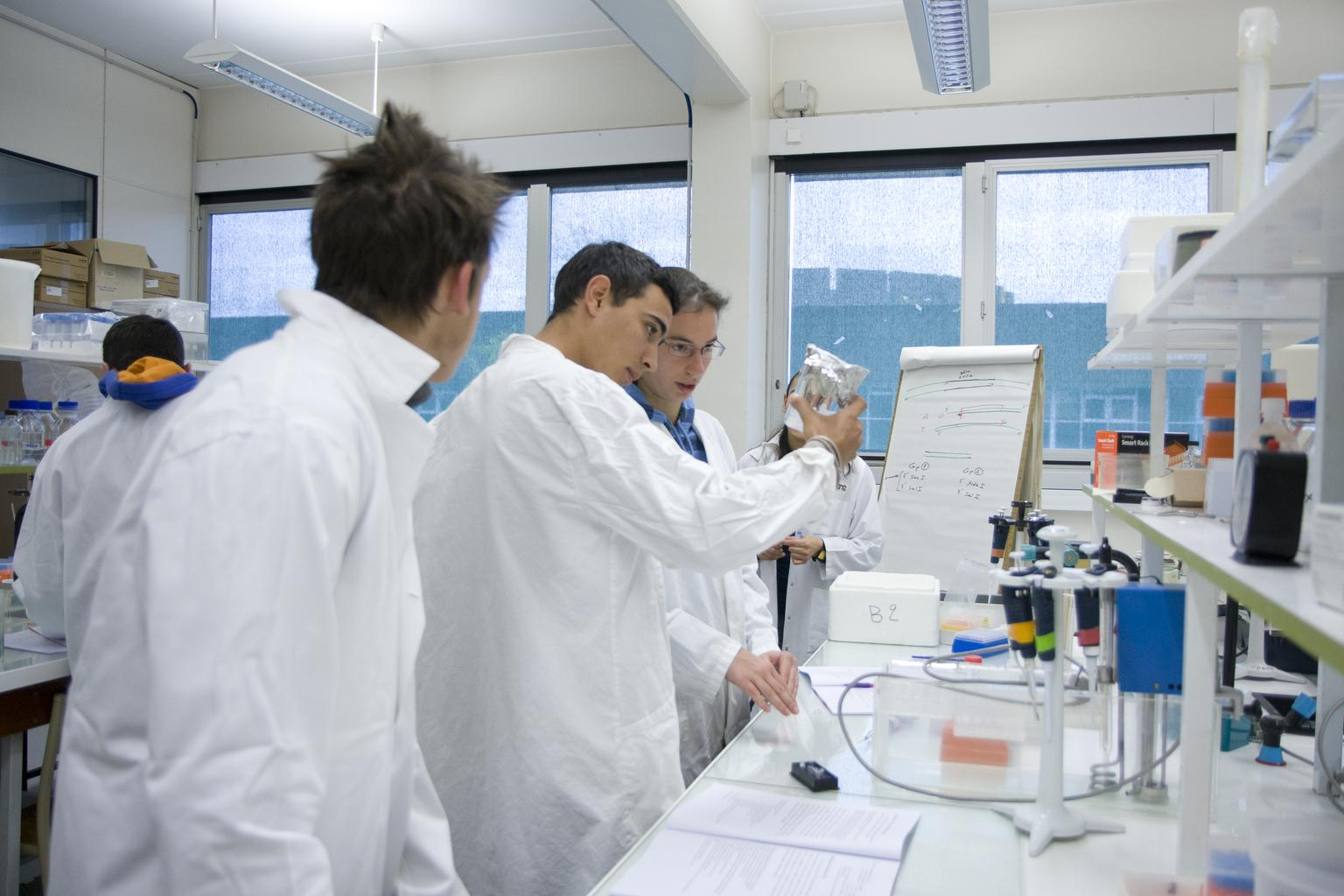
Étudiants dans un laboratoire de recherche.

Les laboratoires, qui peuvent aussi bien être publics que privés, sont les lieux privilégiés où se déroule l'activité de recherche. S'y trouvent rassemblés des chercheurs, des techniciens et des administratifs qui, dans l'idéal, collaborent autour d'un ou de plusieurs projets ou sujets de recherche. Ces chercheurs y partagent les ressources et les moyens rassemblés dans le laboratoire.
Il existe des laboratoires tant pour les sciences exactes que pour les sciences humaines et sociales.
La taille, le type et la structure des laboratoires peuvent considérablement varier en fonction des moyens et des besoins. Certains peuvent rassembler une poignée d'individus autour d'un unique instrument situé dans une modeste pièce ou un campement provisoire, d'autres peuvent associer des milliers de collaborateurs, physiquement éparpillés sur toute la planète en différents lieux (qui eux-mêmes peuvent constituer une « annexe », un « laboratoire » ou une « antenne » du laboratoire principal).
Il est courant de constater une séparation entre les lieux d'expérimentation et d'analyse, ne serait-ce que par la nature du sujet étudié.

### Hors du laboratoire
Pour de nombreuses disciplines, en particulier celles des sciences humaines et sociales, l'activité de recherche peut se dérouler hors des murs du laboratoire. C'est évident pour le philosophe, mais ce peut être également le cas du mathématicien, du sociologue, de l'historien.
Outre ces situations particulières où l'activité de recherche peut accompagner le chercheur où qu'il soit, certaines disciplines se distinguent par leurs propres lieux de recherche : les centres d'archives pour l'historien, le chantier de fouille pour l'archéologue, le « terrain » pour le sociologue ou l'anthropologue, l'observatoire pour l'astronome...

## Produits
La recherche vise évidemment à produire des connaissances scientifiques. Mais ces connaissances peuvent prendre des formes diverses : il peut s'agir de publications, de rapports, de brevets, de communications orales, etc. Enfin, ces connaissances peuvent être incorporées dans de nouvelles machines, de nouveaux instruments ou dispositifs. Ce sont tous ces produits qui, en étant diffusés au sein de la communauté scientifique, permettent au chercheur d'être reconnu par ses pairs, et de recevoir en retour les moyens nécessaires à la poursuite de son travail.

### Publications
Les chercheurs scientifiques publient leurs travaux dans diverses catégories de publications:
- les revues de publications scientifiques à comité de lecture (on peut citer Nature, Science, mais des milliers d'autres revues spécialisées, plus ou moins prestigieuses, existent), et les comptes-rendus de conférences à comité de lecture : la publication y est soumise à l’avis conforme d’un comité de scientifiques ;
- des ouvrages collectifs rassemblant des articles de revue ou de recherche autour d'un thème donné, coordonnés par un ou plusieurs chercheurs appelés éditeurs ;
- des monographies sur un thème de recherche ;
- des revues sans comité de lecture, par exemple les revues d'actualité des sociétés savantes ;
- des comptes-rendus de conférences sans comité de lecture ;
- des monographies de recherche ou d'enseignement.

Le terme de « publication scientifique » ne recouvre normalement que les trois premiers cas, c’est-à-dire des publications techniques évaluées par un comité scientifique, dirigées vers un public de spécialistes uniquement (chercheurs du domaine et de domaines proches, et plus rarement ingénieurs en butte à un problème d'ordre fondamental). Les scientifiques peuvent en revanche être sollicités par des médias visant le grand public à des fins de vulgarisation scientifique, par exemple dans des magazines de vulgarisation scientifique (Pour la Science, Science et Vie, etc.), mais aussi dans le cadre d'émissions audiovisuelles ou dans des livres de science.
La communication en vue des publications scientifiques peut se faire par les biais d'appels à papier, pour la rédaction d'ouvrage, de journaux ou bien de conférences.

### Brevets
Les brevets ont commencé à se multiplier dans le monde de la recherche au cours des années 1980. Naturellement, ils restent un produit plus caractéristique de la recherche privée que de la recherche publique. Le monde académique développe cependant cette forme de publication de ses travaux.

### Machines et instruments
La recherche technico-instrumentale est un type de recherche particulier.

## Métiers
La recherche scientifique regroupe différents corps de métier : chercheurs bien sûr, mais également ingénieurs, techniciens, administratifs…

### Chercheur

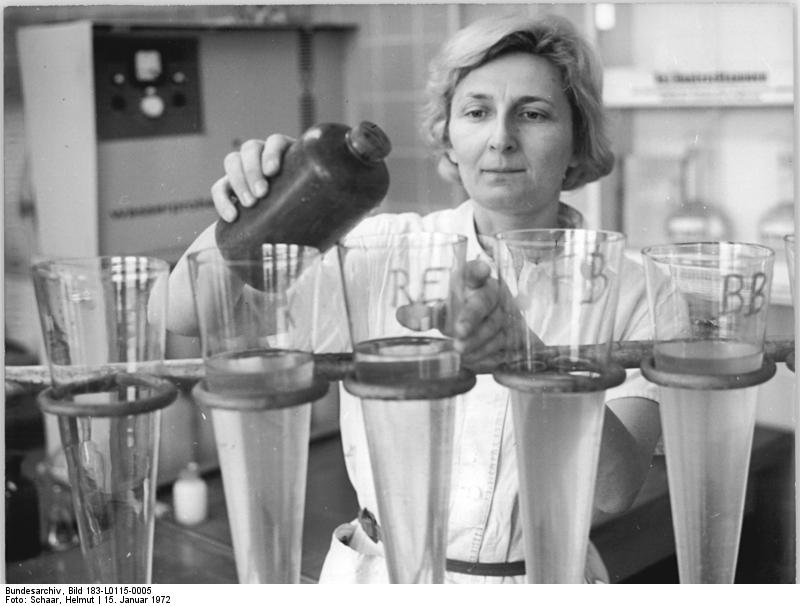
Contrôle de l’eau.

Un chercheur n'a pas nécessairement de statut qui reconnaisse la spécificité de son métier. Est chercheur celui dont la fonction professionnelle consiste à contribuer de manière originale à la production de connaissances scientifiques. Il peut ne pas avoir le titre de chercheur, mais être considéré comme tel par la communauté scientifique. Il peut aussi bien être membre bénévole d'une association ou d'une ONG, ingénieur dans une entreprise de haute technologie que membre d'un laboratoire de recherche. Une part essentielle de la recherche scientifique moderne, et pratiquement la totalité de la recherche fondamentale, est cependant faite soit au sein de laboratoires de recherche, soit en collaboration étroite avec ceux-ci.
La recherche n'est pas nécessairement la seule activité du chercheur. D'autres missions peuvent lui être confiées. Des missions d'expertise dans le cadre d'une entreprise. Des missions d'enseignement dans le cadre d'une université. Le couplage enseignement recherche est de loin le plus courant, les universités occupant généralement une place centrale dans les systèmes nationaux de recherche.

### Ingénieurs et techniciens
Les ingénieurs et techniciens impliqués dans la recherche scientifique font partie de ce qu'il est commun d’appeler « personnel de support de la recherche ». Ils sont généralement chargés de la mise en application des expérimentations et de la conception des outils qui permettent de conduire ces expérimentations.
Il n'est pas rare que des ingénieurs aient une véritable activité de recherche, publient des articles et développent des travaux originaux. L'un des ingénieurs dont les recherches sont les plus connues est Claude Shannon et sa théorie mathématique de la communication.
La distinction entre personnel de support et chercheur renvoie presque toujours à une différence statutaire. En France par exemple, au sein des laboratoires universitaires les ingénieurs et techniciens appartiennent à un corps - les IATOS - différent de celui des chercheurs et enseignants chercheurs. En Amérique du Nord, les établissements de recherche font une différence entre les corps des assistants et associés de recherche et celui des chercheurs.

## Financement
La plus grande partie de la recherche est aujourd'hui financée sur fonds privés. l'État joue cependant un rôle toujours important et central dans le financement de la recherche, que cela soit en France ou dans les autres pays développés.
Ces financements peuvent être attribués directement à des chercheurs, mais également à des équipes de recherche, des laboratoires, des institutions, des groupements d'institutions, des collectivités territoriales, etc.

### Financements publics
Le financement public est l'opération qui consiste à obtenir des ressources monétaires nécessaires à la réalisation d'un projet public venant de l'État.
À un moment où la relance de l’innovation dans les entreprises est prioritaire, les PME françaises n’exploitent pas suffisamment l’opportunité que sont les aides européennes à l’innovation. Ainsi elles représentent plus de 10 milliards d’euros pour la France sur la période 2007-2013. Elles englobent de nombreux dispositifs destinés à soutenir des projets de maturité différente, qui vont de la recherche fondamentale à la mise sur le marché. Ces aides concernent, en règle générale, des projets collaboratifs regroupant PME, laboratoires et grandes entreprises (PCRDT, PIC), et parfois des projets individuels (FEDER).
Les financements peuvent représenter jusqu’à 75 % des projets. L’effet de levier de ces aides est d’autant plus important qu’elles ont aussi des effets positifs indirects sur le développement des entreprises. Elles leur permettent de poser les bases d’une stratégie d’internationalisation grâce au réseau développé avec de potentiels clients, fournisseurs, ou partenaires industriels. La Commission européenne souhaite mettre en place un cadre stratégique commun pour le financement de la recherche et de l’innovation en Europe.

### Financements privés
Lorsque l'activité de recherche est jugée « Hors de l’intérêt national » ou s'effectuant en dehors des structures sous l'égide de l'état (CNRS, IFREMER, universités, etc.) celle-ci s'appuie intrinsèquement sur fonds privés.
Par fonds privés s'entendent tous moyens techniques et financiers ne découlant pas d'une aide de l'état.
Ce peut ainsi être des Dons effectués par des particuliers, des Bourses attribuées en partenariat avec une entreprise, un Emprunt contracté auprès d'un organisme...
Dans la majorité des cas, il s'agit des biens personnels des chercheurs ou donations de leur entourage.

### Différentes formes de financement

#### Financements récurrents
Ces financements sont composés des salaires du personnel, lorsqu'ils sont en CDI ou ont le statut de fonctionnaire. Ces financements récurrents sont également constitués des dotations des laboratoires ainsi que des moyens d'équipements (instruments scientifiques, ordinateurs, bureaux, locaux).

#### Financements par projets
Pour parvenir à des objectifs de politique scientifique, les organismes de financement de la recherche peuvent aussi lancer des appels d'offres sur des thèmes prédéfinis. Les groupes de chercheurs intéressés par la proposition vont ensuite postuler pour que le projet leur soit attribué. Dans ce type de procédure, l'autonomie de la science peut cependant être mise à mal par la formulation de projets où la réponse souhaitée par le financeur apparaît implicitement.
Alternativement, l'initiative peut venir d'une organisation extérieure à la recherche : par exemple, une entreprise rencontrant un problème spécifique, mais aussi une association ou tout acteur de la société civile. Ceux-ci peuvent susciter des appels d'offres financés, ou tenter de contacter les chercheurs et de les intéresser au problème de façon qu'ils relaient l'initiative.

#### Financements par contrat
On désigne par le terme de financements par contrat tout accord contractuel entre un laboratoire scientifique et une organisation publique ou privée, conduisant à la rémunération d'une activité de recherche. En France, la plupart des laboratoires universitaires ont désormais recours à ce type de financement pour accroître leur capacité de recherche. Il n'est pas rare que dans les bilans de laboratoires les plus actifs, les deux tiers de leur budget de fonctionnement soient obtenus par ce biais.
Les organisations publiques les plus connues pour leur activité de financement par contrat sont les agences officielles d'état. Des projets scientifiques sont présentés par des consortiums composés de plusieurs laboratoires et entreprises qui travaillent en commun sur leur réalisation. Avant d'accorder un financement, des experts indépendants examinent et valident le dossier puis contrôlent, pendant la durée du projet, son état d'avancement et sa conformité. En France, l'Agence nationale de la recherche a pour finalité de financer des projets de recherche. Elle fonctionne selon un mode opératoire très proche de celui de la Commission Européenne, qui elle aussi, finance de nombreux contrats de recherche par le biais de programmes spécifiques (programme-cadre pour la recherche et le développement technologique, dit aussi FP, ou encore e.content).
Dans la plupart des pays, les administrations militaires proposent également des contrats de recherche : c'est le cas aux États-Unis avec la DARPA, ou encore en France avec la DGA. Ces contrats prennent souvent la forme d'un financement de thèse de doctorat d'une durée de trois ans plus rarement celle d'une dotation pour un laboratoire ayant une spécialité intéressant l'armée.
Les financements par contrat privés sont le fait d'entreprises souhaitant introduire dans leurs catalogues de produits des innovations technologiques. Le laboratoire du physicien prix Nobel Albert Fert, par exemple, est financé en partie par la société Thales. Des équipes de recherche peuvent également être composées en partie par des doctorants en thèse CIFRE. Le thésard est un salarié de l'entreprise, il passe une partie de son temps au sein du laboratoire public. En contrepartie, l'entreprise employeur perçoit une aide financière de la part de l'ANRT. Une convention doit être conclue entre l'entreprise et le laboratoire afin notamment de préciser le régime de propriété et d'exploitation des fruits de la recherche.
Le financement par contrat, en constante augmentation, accroît considérablement le nombre de salariés contractuels dans les laboratoires. De nombreux ingénieurs, techniciens et administratifs sont ainsi recrutés chaque année pour des périodes variant de quelques semaines à 2 ou 3 ans. Cette précarisation du métier de la recherche est parfois contestée dans le milieu universitaire français, bien qu'elle corresponde a une tendance dans toute l'Europe et qu'elle soit la règle en Amérique du Nord.
Les partisans de ce mode de fonctionnement objectent que la contractualisation, donne une autonomie de moyen aux laboratoires, mais aussi aux chercheurs. Par ce biais, ces derniers sont en effet en mesure de trouver eux-mêmes des sources de financements, et ainsi d'être moins dépendants de l'administration pour mener leurs recherches, ou recruter des collaborateurs (doctorants ou techniciens).

#### Autres financements
Les laboratoires peuvent déposer des brevets sur des procédés mis au point dans le cadre de leur recherche. Dans ce cas, la cession de licences peut permettre de percevoir des dividendes qui contribueront aux budget du laboratoire ou de l'université détentrice de ce brevet. La plupart des universités française se dotent désormais de services de valorisation de la recherche, composés de juristes et de négociateurs, pour développer ce mode de financement. Dans le reste du monde, ce mode de financement est en vigueur depuis de nombreuses années.

## Évaluation
Les formes d'évaluation de la recherche diffèrent très sensiblement selon les secteurs. Elles peuvent porter sur plusieurs niveaux : les chercheurs eux-mêmes, leurs laboratoires et les institutions accueillant ces laboratoires. De surcroît, les systèmes nationaux de recherche sont eux-mêmes évalués et comparés (benchmarking), en sorte d'améliorer et d'adapter les politiques de recherche.

### Évaluation des chercheurs
Les chercheurs sont doublement évalués :
- par leurs institutions, qui en se basant sur des procédures et des critères particulier déterminent ainsi l'évolution de leur carrière.
- par leurs pairs, qui évaluent en permanence la valeur de leurs travaux scientifiques.

Naturellement, ces deux formes d'évaluation sont liées, la première reposant en grande partie sur la seconde, qui est la pierre angulaire du fonctionnement de la science.

#### Évaluation institutionnelle
Dans les sociétés modernes, où l'effort de recherche est financé par l'État ou des entreprises privées, un fort besoin d'évaluer l'efficacité des efforts de recherche est apparu. Dans le cas de la recherche fondamentale cependant, il est difficile, à court terme au moins, de déterminer la portée des résultats obtenus. L'évaluation se base donc sur des indicateurs concernant la communication de résultats par les chercheurs, la continuité des recherches fondées sur ces résultats, la reconnaissance des avancées réalisées par le reste de la communauté scientifique, et, dans les cas où cela est pertinent, la valorisation commerciale ou sociale des résultats.
Cette évaluation peut être effectuée sur une base individuelle ou collective. Selon les critères employés et les choix qui découlent de l'évaluation, des effets pervers peuvent apparaître, les chercheurs infléchissant leurs choix pour améliorer leur évaluation plutôt que la qualité scientifique réelle de leur production.

### Évaluation des projets
L'évaluation se fait en amont et en aval.
Dans le contexte académique, l'initiative d'un projet peut être le fait d'un chercheur, ou d'un groupe de chercheurs, ayant une expérience suffisante pour discerner une direction intéressante de recherche, fondée sur les travaux précédents de la communauté scientifique. Une fois la problématique posée, les chercheurs peuvent définir une démarche qui soit susceptible de lui apporter des éléments de réponse, ce qui définit un projet.
Les besoins en moyens humains et matériels peuvent alors être évalués. Parfois, ceux-ci peuvent être déjà entièrement couverts par des moyens à la disposition des chercheurs, si ces derniers disposent d'un statut leur assurant une période d'emploi et une autonomie de décision suffisante. La plupart du temps cependant, il est nécessaire ou souhaitable de disposer de moyens supplémentaires, par exemple pour des frais de déplacement (réunions entre chercheurs travaillant dans des lieux différents, congrès), d'embauche de personnel contractuel (chercheur post-doctoral) ou de moyens expérimentaux, d'enquête, etc. Une demande de financement doit donc être déposée auprès d'un organisme de financement de la recherche. Le succès de cette demande dépendra des choix de politique scientifique de l'organisme.

## Organisation

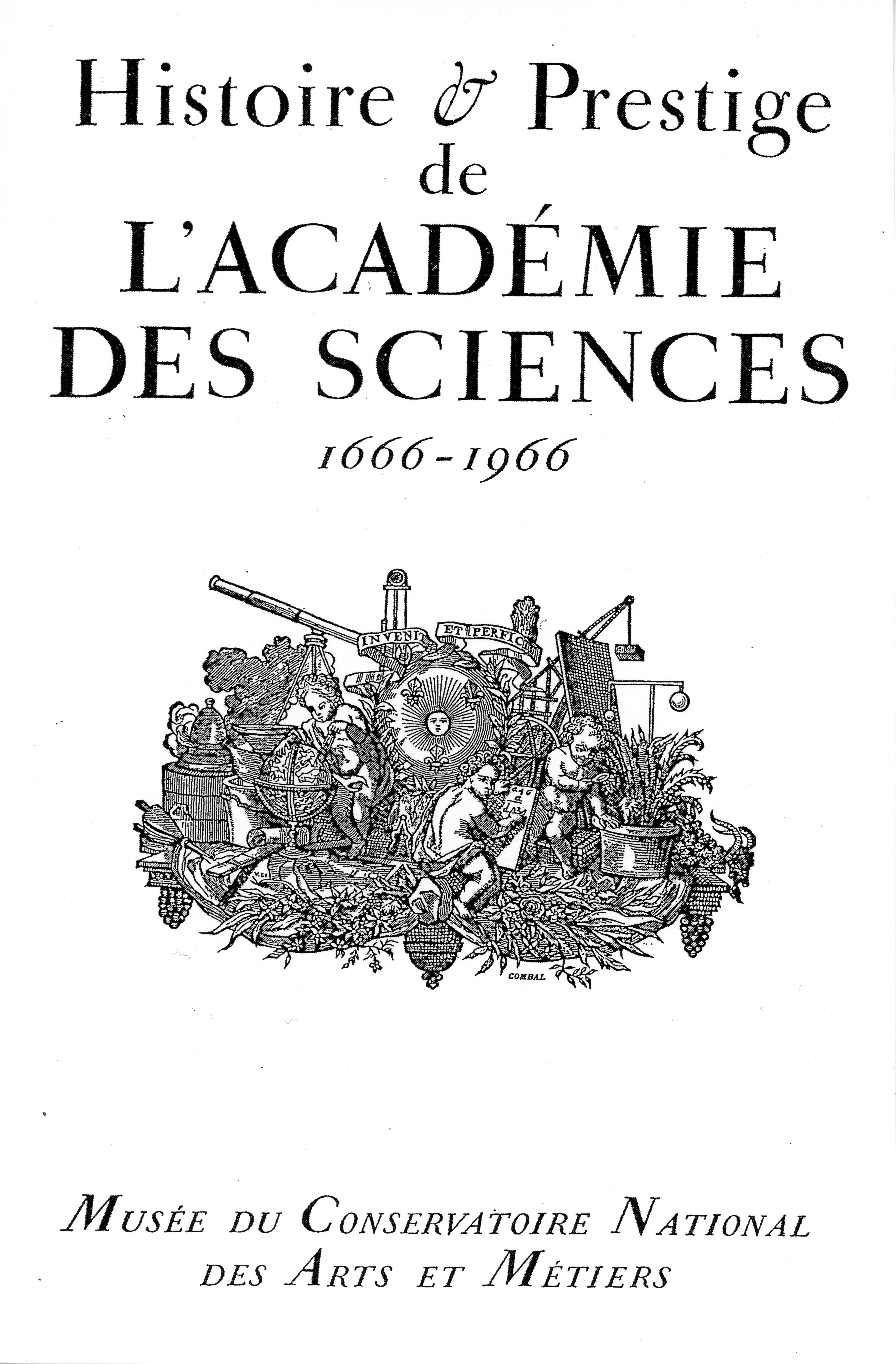
Tricentenaire de l'Académie des Sciences (1666-1966).

Plusieurs niveaux d'organisation de la recherche peuvent être distingués : le niveau des institutions, des nations et des entités supranationales, mais aussi celle des entités infranationales (commune, région, département, plus généralement organisation locales).

### Institutions de recherche
Les laboratoires de recherche sont généralement groupés au sein d'institutions plus larges : entreprises, groupements professionnels, hôpitaux, universités, centres de recherche. C'est d'abord au niveau de ces institutions qu'est organisée la recherche scientifique. En plus de référents extérieurs (comités, normes…), ce sont ces institutions qui définissent les dispositifs d'évaluation, obtiennent des budgets, organisent la répartition des moyens, structurent les équipes, etc.
Ces institutions ont généralement l'autonomie nécessaire pour définir l'organisation et les objectifs de leurs recherches. Cela peut dépendre de leur propre situation (une entreprise rachetée par un grand groupe peut perdre cette autonomie, qui passe alors au niveau du groupe) ou du cadre national. En France, les grandes lignes de l'organisation de la recherche publique sont définies évidemment au niveau national, tandis que les objectifs sont définis à plusieurs niveaux : équipe, laboratoire, établissement, agences gouvernementales, Commission européenne, partenaires contractuels.
Pour sa part officielle, la recherche est menée dans des universités ou d'autres établissements d'enseignement supérieur, dans des organismes de recherche privés ou publics (EPST et EPIC en France), et dans les divisions de recherche des entreprises. Elle dispose de moyens importants mais peu de marge de manœuvre car liée sous contrat de résultat.
Pour sa part officieuse, la recherche est menée dans des lycées techniques, des associations à but scientifique, des apprentis… Tout lieu utile déniché par les membres de l'équipe de recherche. Elle dispose de faibles moyens et donc de temps limité, mais d'une complète autonomie de décision.
Certaines activités font l'objet de concours et de rassemblements à but récréatif et sportif. Les entreprises et organismes y ont parfois recours pour trouver de nouveaux talents ou de nouvelles idées.
La recherche officielle est la « Voie d'or » pour un chercheur, lui donnant accès à une reconnaissance de son travail, la possibilité de publier ses résultats, de signer des contrats, d'obtenir financement et titres de brevet…
À l'inverse, la recherche officieuse est généralement dénigrée ou reléguée aux activités sportives et récréatives du fait même des théories abordées (nouvelles ou controversées, souvent dépassées comme les recherches en alchimie ou en astrologie), d'une méthodologie empirique ou d'une approche inhabituelle, voire de la présence d'une personnalité à la mauvaise réputation. Sa seule voie de réussite est la Nécessité publique ou la création d'une entreprise. Se posent en effet les problèmes de reconnaissance du résultat et du coût des brevets potentiels.

### Organisation régionale
Les régions jouent un rôle de plus en plus important dans l'organisation de la recherche, avec le développement de structures rassemblant divers acteurs institutionnels (université, entreprise, organismes…). Ces structures peuvent être des parcs scientifiques, des technopôles ou des pépinières d'entreprises. Les différentes subdivisions administratives du territoire national (régions, länder, État, etc.) sont souvent fortement impliquées dans ces structures, qui intéressent directement le tissu économique local.
Mais indépendamment même de ces strates administratives, la recherche peut spontanément s'organiser au niveau local, pour donner parfois des résultats particulièrement impressionnants. C'est par exemple le cas de la célèbre Silicon Valley, qui a vu se former une division du travail particulièrement efficace entre un tissu serré de petites entreprises de haute technologie, quelques très grandes entreprises et des centres de recherche (en particulier l'université de Stanford), parfois en relation avec le complexe militaro-industriel américain.

### Organisation nationale
Au niveau national, les États définissent des politiques de recherche qui déterminent non seulement le financement public de la recherche, mais aussi une grande partie du contexte institutionnel et juridique de la recherche. Se posent en particulier des questions sur le pilotage de la recherche et sur les grandes orientations stratégiques.

### Organisation internationale
Enfin, la recherche peut s'organiser au niveau international. Il s'agit en particulier de la recherche communautaire, qui est aujourd'hui la forme la plus intégrée de différents systèmes nationaux de recherche.
Mais d'autres formes de collaborations internationales en matière de recherche se développent également, généralement sur des questions précises ou sur des projets particuliers. C'est par exemple le cas de nombreux programmes d'exploration spatiales, dont les coûts imposent d'organiser les phases de recherche au niveau international.

## Recherche et société

### Valorisation de la recherche
Les retombées issues des progrès scientifiques sont de plusieurs ordres, bénéficiant à différents acteurs :
- Les retombées technologiques. L'amélioration de notre maîtrise du monde qui nous entoure permet de proposer des produits et services nouveaux, ou moins coûteux, aux consommateurs. Les bénéficiaires en sont les consommateurs (au sens large) et les producteurs de ces biens et services. Les travailleurs peuvent également être impactés par l'amélioration ou la détérioration de leurs conditions de travail.
- Les retombées stratégiques et géostratégiques. Les États possédant une avance scientifique sur les autres sont avantagés, et peuvent monnayer leur technologie contre des privilèges (par exemple transfert de technologie contre ouverture du marché) ou exercer un droit de regard sur les projets d'autres États (par exemple en acceptant ou non de lancer un satellite artificiel pour eux). Les entreprises privées disposant d'une avance scientifique, de la même façon, sont avantagées par rapport à leurs concurrents.
- Les retombées sociétales. La recherche peut permettre de déceler des dysfonctionnements et des améliorations possibles aux systèmes sociaux, au bénéfice des populations ou des organisations qui les administrent. Les chercheurs peuvent également jouer un rôle d'experts indépendants, permettant de fonder une décision politique sur un compte-rendu non biaisé des risques et avantages des différentes options.

Ces retombées rendent la recherche scientifique désirable, dans la mesure où elle n'enfreint pas les principes d'éthique et de précaution. Le jeu des intérêts des bénéficiaires potentiels conduit donc les décideurs politiques et économiques à organiser et à financer la recherche. Cependant, ces décideurs ne peuvent maîtriser le processus qui mène à la découverte scientifique, celle-ci n'étant pas toujours concevable au moment où les recherches sont entreprises : le pilotage de la recherche n'est donc possible que de façon limitée.
Le rôle d'expertise dévolu aux chercheurs suppose aussi que ceux-ci sont indépendants d'intérêts commerciaux et de dogmatismes, qui pourraient biaiser leur réponse. L'organisation et le financement de la recherche doivent donc permettre l'autonomie de la science.
Afin de tenter de concilier ces différentes contraintes sur le fonctionnement de la recherche scientifique, un système complexe s'est peu à peu mis en place depuis 1945, avec un équilibre sans cesse modifié entre pilotage extérieur et autonomie des chercheurs, entre évaluation administrative et par les pairs, et où interviennent des capitaux publics et privés, le tout dans un cadre fixé par la législation.
Enfin, une nouvelle approche dans l'intégration de la recherche dans la société civile émerge actuellement[Quand ?], où des associations peuvent lancer des appels d'offres de recherche qui sont ensuite subventionnés.

### Rôle d'expertise
Les sociétés modernes sont en butte à l'introduction de technologies toujours plus avancées, dont la réglementation nécessite une évaluation des risques et des bénéfices. Ainsi, l'énergie nucléaire a l'avantage d'être de production peu coûteuse, mais le devenir des déchets radioactifs fortement toxiques est problématique. Afin de prendre une décision, il est nécessaire d'avoir une expertise des différentes options pour la gestion de ces déchets, qui évalue, en se basant sur les connaissances disponibles, les probabilités des risques associés. Une décision politique, fondée sur une appréciation de l'acceptabilité de ces risques, peut ensuite être prise.
Pour cela, il est crucial que les chercheurs ne soient pas influencés dans leur travail par des intérêts politiques ou commerciaux (voir ci-dessous le paragraphe concernant la : « Question de l'autonomie et du pilotage de la recherche »), ou par une pression médiatique.
Une autre cause de biais parfois dénoncée est l'intérêt personnel du chercheur, qui peut souhaiter qu'un équipement comme ITER soit bâti parce que sa recherche en bénéficiera, et ainsi tendre à accepter plus facilement les risques associés. Plus généralement, les chercheurs sont susceptibles de survaloriser le progrès scientifique pour lui-même. Cependant, l'appréciation elle-même des risques n'est pas du ressort de l'expert, et il appartient donc au politique et non au chercheur de décider de leur acceptabilité.
Les scientifiques de différents domaines (médecine, science forensique, etc.) peuvent également être experts pour une décision de justice, là encore, leur indépendance est nécessaire, et leur rapport ne doit pas être confondu avec la décision de justice elle-même.

### Questions éthiques
Un scientifique peut être amené, dans le cadre de ses activités professionnelles, à trancher des questions ayant un contenu moral ou éthique. Cela peut concerner :
- la pratique même de ses activités de recherche : il en est notamment ainsi des pratiques d'expérimentation médicale sur les êtres humains (voir code de Nuremberg), ou sur les animaux ;
- les conséquences technologiques, puis humaines, des découvertes faites : un cas célèbre est la mise au point de l'arme nucléaire.

En 1955, le manifeste Russell-Einstein donna naissance au mouvement Pugwash, dont les conférences ont voulu être la conscience morale des scientifiques.
Les activités biomédicales sont particulièrement concernées par les problèmes éthiques ; citons ainsi, notamment, la controverse autour des techniques de clonage et de leur hypothétique application à la personne humaine. En 1994, l'unité de bioéthique de l'UNESCO recensait plus de deux cents comités d'éthique nationaux.
Aujourd'hui les grands thèmes de réflexion éthique sont :
- les limites de la science (maîtrise du savoir) ;
- la déontologie du chercheur (et notamment la question des fraudes scientifiques) ;
- les institutions.

La bioéthique est un débat actuel et regroupe les oppositions existantes par exemple sur la possibilité d'utiliser des embryons pour des expériences scientifiques.
Pour Jacques Testart les interactions entre science et société incitent à soumettre la recherche scientifique, dès l’amont, à un contrôle démocratique afin de prendre en considération les critères éthiques et sociétaux.

### Question de l'autonomie et du pilotage de la recherche
L'État doit en théorie assurer l'indépendance de la recherche publique en garantissant que les chercheurs ne seront pas influencés dans leurs travaux par des circonstances extérieures. Il est par exemple évident qu'un chercheur ne doit pas être influencé par des intérêts commerciaux. Il ne doit pas non plus être influencé par des dogmes, qu'ils soient idéologiques ou religieux. Enfin, il ne doit pas être influencé par un changement de gouvernement ou un État étranger.
Outre la relative liberté d'expression, cette autonomie nécessite la stabilité de l'emploi du chercheur et des mécanismes sains d'évaluation et de financement de la recherche.
Cependant, la société au sein de laquelle la recherche publique est menée est en butte à des problèmes qu'elle souhaite voir abordés de façon prioritaire par les chercheurs — leur autonomie a donc certaines limites. Les décideurs introduisent pour cela des modes de pilotage de la recherche, sélectionnant et recrutant du personnel diplômé pour travailler sur ces axes. Un compromis est donc indispensable entre liberté et pilotage de la recherche.

## Recherche fautive? Erreurs, fraudes et controverses

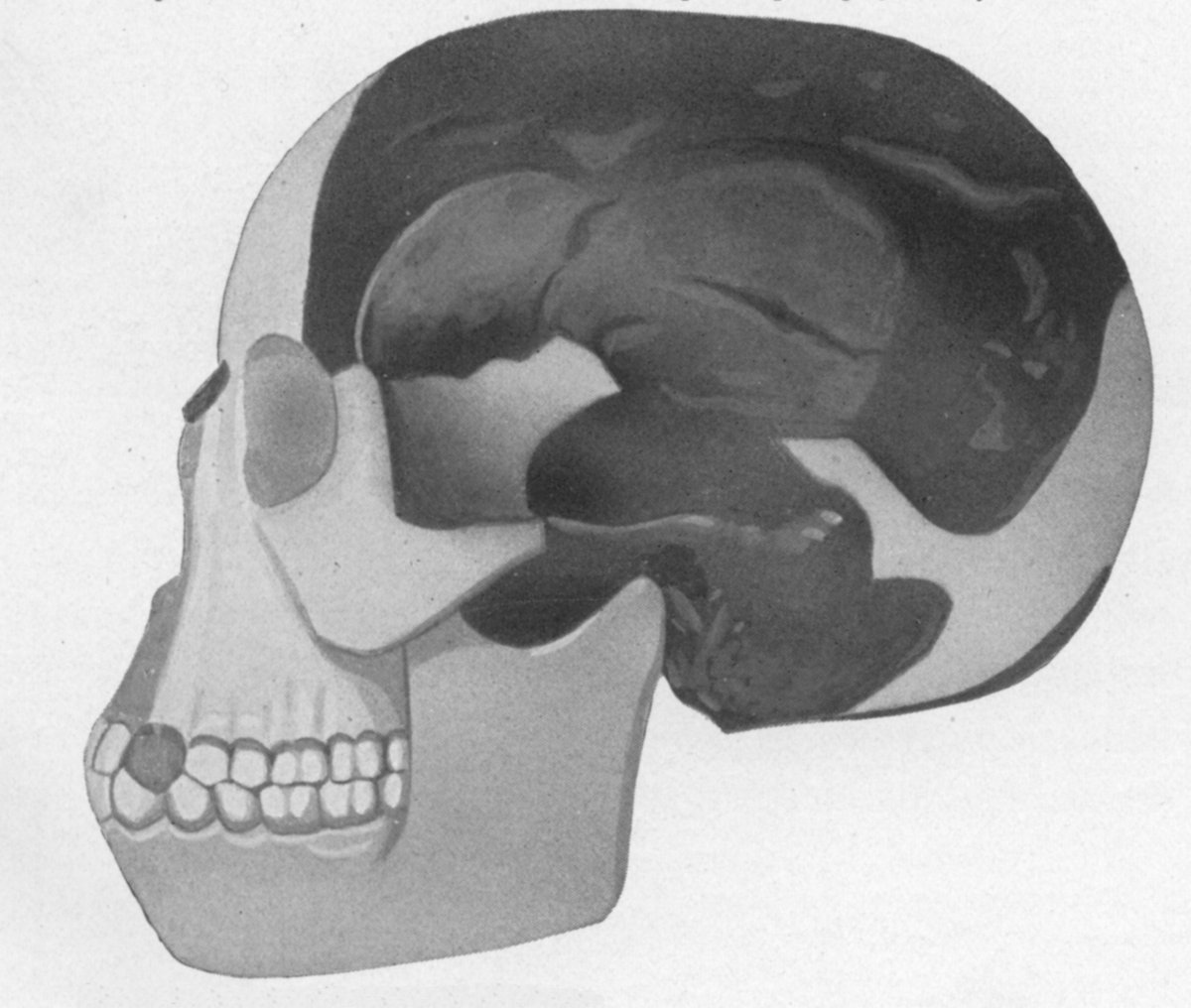
Le crâne de l'homme de Piltdown, produit d'une fraude scientifique à la longévité exceptionnelle.

Ces trois catégories sont parfois mêlées de manières indistinctes. Il s'agit pourtant de phénomènes totalement différents, et qui ne relèvent pas toujours du pathologique.

### Erreur
La recherche scientifique ne consiste pas en l'application d'une méthode d'une parfaite infaillibilité. Elle se nourrit des erreurs prospectives et des errements consubstantiels au métier de chercheur, dont la démarche peut être fondamentalement incertaine. Bien que les grandes découvertes soient souvent le fruit d'un programme préétabli, elles apparaissent occasionnellement de manière inattendue. Cette particularité de la recherche scientifique porte un nom : c'est la sérendipité.
L'histoire montre que les plus grands savants ne sont pas à l'abri d'erreurs. Galilée a par exemple soutenu une théorie sur les marées en contradiction avec des observations connues de lui, qu'il attribuait à des causes secondaires indéterminées (lire l'article en anglais). Il ne faut cependant pas adopter une lecture contemporaine de ces erreurs, et il importe de bien garder à l'esprit que ces erreurs, dans le contexte scientifique d'une époque particulière, n'avaient souvent rien d'évident.
Enfin, la recherche scientifique est collective. Si l'erreur peut être un problème pour le chercheur comme individu, elle est essentielle à la marche en avant du processus collectif de production des connaissances scientifiques.

### Fraude
La fraude est très différente de l'erreur. Mais là encore, il faut se garder d'une vision unilatérale et anachronique de la fraude. Les normes encadrant l'administration de la preuve ne sont pas aujourd'hui ce qu'elles étaient hier. On pouvait tolérer hier de retoucher quelques données, ce n'est plus le cas aujourd'hui.
Des analyses statistiques ont montré que Gregor Mendel, le père de la génétique moderne, a probablement arrangé des résultats, sans doute en omettant des données jugées trop éloignées du résultat attendu, et également en se focalisant sur un cas particulier bien choisi (lire l'article en anglais).
La fraude scientifique peut prendre de multiples formes :
- invention pure et simple de résultats scientifiques, avec parfois fabrication de faux matériels ;
- rectification ou sélection de résultats expérimentaux, afin de faire paraître meilleure la force de prédiction d’une théorie ;
- plagiat d’autres scientifiques.

D’autres comportements, sans prendre le caractère d’une fraude, s’en rapprochent : ainsi, la présentation d’un résultat scientifique pour ce qu’il n’est pas, la présentation du même résultat dans plusieurs publications, etc.
Son but est le plus souvent de permettre la construction d’une notoriété scientifique, mais d’autres raisons peuvent apparaître (justification de financements, etc.).
La principale cause de la fraude scientifique est le fait que la carrière des chercheurs dépend de leurs résultats : recrutements, promotions, etc., se font le plus souvent au vu de la production scientifique, c’est-à-dire essentiellement des publications scientifiques. Il peut donc être tentant d’augmenter artificiellement ce nombre. Les équipes et laboratoires sont en concurrence, et chacun essaye d'apparaître comme le meilleur.
Les publications scientifiques sont évaluées par d’autres scientifiques, lesquels ne peuvent le plus souvent pas reproduire les expériences des candidats à la publication. L'évaluateur peut ainsi se trouver dans la position inconfortable de
- soit refuser une publication au motif qu’elle propose des résultats peu crédibles (car trop éloignés de l’état de la science), au risque de se voir taxer de jalousie, conservatisme ou de refus des théories alternatives ;
- soit l’accepter, au risque qu’elle soit basée sur des résultats erronés.

Il est rare qu’une fraude soit détectée au moment de l’évaluation. Par ailleurs, dans la plupart des cas, les erreurs dans les publications scientifiques sont commises de bonne foi, parfois par manque de rigueur (voir ci-dessus), parfois simplement parce que la vérité est hors de la portée de l'étude.
La justice intervient rarement dans des affaires de fraude scientifique ; cela arrive cependant parfois, notamment dans des affaires médiatisées où l’un des participants accuse l’autre de diffamation. Cependant, les organismes de recherche ou les universités peuvent être pourvus d’instances disciplinaires pouvant sanctionner professionnellement un manquement grave à la probité scientifique. Ces dernières années, un certain nombre de fraudes ont défrayé la chronique.
Quelques exemples de fraudes célèbres :
- Lyssenko a truqué ses résultats pour étayer sa théorie de la transmission héréditaire des caractères acquis.
- Le crâne de l’homme de Piltdown, représentant à une époque le chaînon manquant entre les singes et les hominidés, était en fait une mâchoire de singe sur un crâne humain.
- le physicien Jan Hendrik Schön alors aux Bell Labs, a publié de nombreux articles sur les nanotechnologies et notamment sur la supraconductivité des molécules de carbone sphériques jusqu'à ce que, en mai 2002, ses travaux fussent contestés et ses résultats dénoncés comme frauduleux.

Mais l'accusation de fraude scientifique pose un problème. La Société Géologique de France a d'ailleurs réhabilité en 1991 un scientifique condamné pour fraude en 1919 : Jacques Deprat. C'est le seul cas connu de réhabilitation, à titre posthume.

### Controverse
La controverse, qu'elle soit de nature scientifique, sociale ou de débat public, est un élément très important de la dynamique de la science.